# Martin Kotar
Martin Kotar - Pilat, slovenski delavec, partizan in narodni heroj, * 29. julij 1922, Veliki Ban, † 21. april 1944, Vrhpolje pri Kamniku.
Bil je pekovski pomočnik. V začetku aprila 1942 se je pridružil narodnoosvobodilmi borbi, ko je vstopil v Gorenjsko četo. Julija 1942 je odšel v Tomšičevo brigado postal član Komunistične partije Slovenije, desetar, vodnik in komandir čete. Odlikoval se je v mnogih bojih in bil večkrat ranjen. S Tomšičevo brigado se je udeležil pohoda 14. divizije na Štajersko. Po preoblikovanju divizije marca 1944 je postal komandant 1. bataljona Tomšičeve brigade. Padel je v boju z enoto Wehrmachta v Vrhpolju pri Kamniku, ko je le ta skušala priti na pomoč napadeni posadki v Šmartnem v Tuhinjski dolini. Za narodnega heroja Jugoslavije je bil proglašen 13. julija 1953.